# Indische wrattenslang
De  Indische wrattenslang (Acrochordus granulatus) is een aquatische slang uit de familie wrattenslangen (Acrochordidae), die te vinden is van India via Zuidoost-Azië tot de Salomoneilanden. Volgens de IUCN is het geclassificeerd als niet bedreigd.

## Beschrijving
De Indische wrattenslang is de kleinste van de drie soorten uit de familie Acrochordidae, wat hem in het Engels ook de naam kleine wrattenslang oplevert. Het is daarnaast ook de enige wrattenslang die permanent leeft in estuaria en kustzeeën, wat hem in het Engels een andere naam heeft opgeleverd: zeewrattenslang. Alle wrattenslangen leven volledig in het water en zijn zo goed als hulpeloos op het land, met uitzondering van de Indische wrattenslang. Deze soort heeft namelijk een hygroscopische huid die uitdroging vertraagt, waardoor hij zich buiten het water kan voortbewegen.
Net als de andere soorten uit de familie heeft de Indische wrattenslang unieke stekelige schubben met een bijna ruwe textuur. Ze hebben ook speciale knobbeltjes met zenuwuiteinden op de huid tussen hun schubben, die een extra sensorisch orgaan vormen dat wordt gebruikt om de waterbewegingen van prooien te voelen. Daarnaast heeft de Indische wrattenslang een zijdelings samengedrukte staart en kan hij dorsoventraal afvlakken wat kan helpen bij het zwemmen. De Indische wrattenslang is de meest mariene van de drie soorten en heeft gespecialiseerde zoutafscheidende klieren onder de tong die lijken op de klieren die gevonden bij soorten uit de onderfamilie van zeeslangen Hydrophiinae. Desondanks zijn ze nog steeds vatbaar voor uitdroging op zee en zijn ze voor zoetwater afhankelijk van zoetwaterbellen die aan het zeeoppervlak zijn opgebouwd. Dit gedrag komt ook voor bij de eerder genoemde zeeslangen. Bij de Indische wrattenslang zijn de vrouwtjes iets groter zijn dan mannetjes.

## Verspreiding
De Indische wrattenslang wordt gevonden aan beide kusten van het Indisch schiereiland, Zuidoost-Azië, de eilanden van Australazië tot Noord-Australië en de Salomonseilanden. Dit omvat India, de Andamanen en Nicobaren, Sri Lanka, Bangladesh, Myanmar, Thailand, Cambodja, Vietnam, China (Hainan), de Filipijnen (Luzon, Cebu en Bantayan), Singapore, Maleisië, Indonesië (Sumatra, Java, Borneo, Bali, Flores, Timor, Sulawesi, Ternate, Ambon, Irian Jaya), Oost-Timor, Papoea-Nieuw-Guinea, Vanuatu, Salomonseilanden en de noordkust van Australië (Northern Territory en Queensland).

## Voedsel
Veldstudies in de Straat van Malakka rapporteren een dieet van grondels, slaapgrondels en kleine schaaldieren. Aangezien de soort een groot verspreidingsgebied heeft, zal het dieet verschillen per regio. In gevangenschap is gebleken dat ze geen voorkeur voor bepaalde vissoorten hebben. 
Arafura-wrattenslang (A. arafurae) · Indische wrattenslang (A. granulatus) · Javaanse wrattenslang (A. javanicus)